# Wien St. Marx
Wien St. Marx (niem: Haltestelle Wien St. Marx) – przystanek kolejowy w Wiedniu, w Austrii. Znajduje się na Pressburger Bahn, w dzielnicy Landstraße (Wiedeń). Stacja została przebudowana w 2002 roku w ramach rozbudowy dwutorowej linii na lotnisko w Schwechat. Zatrzymują się tutaj pociągi S-Bahn linii S7.

## Linie kolejowe
- Linia Pressburger Bahn